# Solanum santolallae
Solanum santolallae là loài thực vật có hoa trong họ Cà. Loài này được Vargas miêu tả khoa học đầu tiên năm 1943.